# David Troughton
David Troughton (* 9. Juni 1950 in Hampstead, London) ist ein britischer Schauspieler.

## Leben und Karriere
David Troughton stammt aus einer großen Schauspielerfamilie. Sein Vater Patrick Troughton sowie sein Bruder Michael sind ebenfalls über die britischen Grenzen hinaus durch Auftritte in Theater und Fernsehen bekannt. Zwei seiner drei Söhne, Sam Troughton und William Troughton, sind als Schauspieler aktiv. Er ist außerdem der Onkel des Schauspielers Harry Melling.
David Troughton begann seine Theater- und Fernsehkarriere bereits in den 1960er Jahren. Bis heute steht er als Mitglied der Royal Shakespeare Company auf der Theaterbühne. Seine bekanntesten Theaterrollen bei der Royal Shakespeare Company sind unter anderem Richard in Richard III. (1996) und Henry Bolingbroke in Richard II. (2000). Bis März 2015 war er in The Shoemaker's Holiday in der Rolle des Simon Eyre zu sehen.
Einem breiteren deutschen Publikum wurde Troughton seit den 1990er Jahren durch seine Rolle als Duke of Wellington in der Serie Die Scharfschützen an der Seite von Sean Bean bekannt. Er war zudem mehrmals in den Fernsehserien Doctor Who und Inspector Barnaby in Nebenrollen zu sehen.

## Filmografie (Auswahl)
- 1968–1972: Doctor Who (sieben Folgen)
- 1976–1980: Angels (acht Folgen)
- 1984: Ein Umzug kommt selten allein (The Chain)
- 1985: Dance with a Stranger
- 1986–1988: A Very Peculiar Practice (14 Folgen)
- 1989: Tales of Sherwood Forest (sieben Folgen)
- 1993: Agatha Christie’s Poirot (eine Folge)
- 1993: Die Scharfschützen (Sharpe, zwei Folgen)
- 1998: Inspector Barnaby (Midsomer Murders), Fernsehserie, Staffel 1, Folge 1: Blutige Anfänger (Written In Blood)
- 1998–2000: The Canterbury Tales
- 1999: All the King’s Men
- 2000: Madame Bovary
- 2006: Jericho – Der Anschlag (vier Folgen)
- 2006–2009: New Tricks – Die Krimispezialisten (New Tricks, Fernsehserie, vier Folgen)
- 2007: Inspector Barnaby (Midsomer Murders), Fernsehserie, Staffel 10, Folge 2: Das Tier in dir (The Animal Within)
- 2008: Doctor Who, Fernsehserie, Staffel 4, Folge 10: Geisterstunde (Midnight)
- 2013: Doctors (eine Folge)
- 2014: Father Brown (eine Folge)
- 2014, 2016: Grantchester (vier Folgen)